# Laccophilus nigrocinctus
Laccophilus nigrocinctus är en skalbaggsart som beskrevs av Guignot 1955. Laccophilus nigrocinctus ingår i släktet Laccophilus och familjen dykare. Inga underarter finns listade i Catalogue of Life.